# MSN TV
MSN TV(구 WebTV)는 컴퓨터 모니터 대신 텔레비전을 디스플레이로 사용하는 씬 클라이언트 장치와 이를 지원하는 온라인 서비스로 구성된 웹 접근 제품이었다. 원래의 WebTV 장치 설계와 서비스는 1995년에 설립된 WebTV Networks, Inc.에 의해 개발되었다. WebTV 제품은 1996년 7월에 발표되었고 1996년 9월 18일에 출시되었다. 1997년 4월, 회사는 마이크로소프트 코퍼레이션에 의해 인수되었고 2001년 7월, MSN TV로 브랜드가 변경되어 MSN에 흡수되었다.
1990년대 중반에 개발된 대부분의 씬 클라이언트는 기업 인트라넷을 위한 디스크리스 워크스테이션으로 포지셔닝되었지만, WebTV는 주로 인터넷 접근을 위한 저렴한 컴퓨터 대안을 찾는 사람들을 대상으로 하는 소비자 제품으로 포지셔닝되었다. WebTV 및 MSN TV 장치는 텔레비전 세트를 인터넷에 연결하여 주로 웹 브라우징 및 이메일을 사용할 수 있도록 했다. 그러나 WebTV/MSN TV 서비스는 자체 독점 서비스도 제공했다. "walled garden" 뉴스그룹 서비스, 뉴스 및 날씨 보고서, 사용자 북마크(Favorites) 저장소, IRC(그리고 한동안 MSN Chat) 채팅방, WebTV 사용자가 웹 페이지를 만들고 호스팅하여 나중에 원하는 경우 링크를 통해 다른 사람들과 공유할 수 있는 페이지 빌더 서비스, 웹 서핑 중 미리 정의된 노래 목록에서 배경 음악을 재생하는 기능, 다양한 주제(엔터테인먼트, 로맨스, 주식 등)를 다루는 통합 콘텐츠 전용 섹션, 그리고 마이크로소프트가 WebTV를 인수한 지 몇 년 후에는 MSN Messenger 및 Hotmail과의 통합이 포함되었다. 설정에는 셋톱박스 형태의 씬 클라이언트, 리모컨, 다이얼업을 이용한 네트워크 연결, 또는 로저스 인터랙티브 TV 및 MSN TV 2 도입과 함께 광대역 사용 옵션, 그리고 2000년대까지 선택 사항으로 판매된 무선 키보드가 포함되었다.
MSN TV 서비스는 18년 동안 지속되었으며, 2013년 9월 30일에 종료되었고 가입자들은 그 날짜가 오기 한참 전에 데이터를 마이그레이션할 수 있도록 했다.
원래의 WebTV 네트워크는 솔라리스 백엔드 네트워크와 전화선을 사용하여 다이얼업을 통해 고객에게 서비스를 제공했다. "프론트엔드 서버"는 WebTV 프로토콜(WTVP)이라는 맞춤 프로토콜을 사용하여 상자와 직접 통신하여 사용자를 인증하고 상자에 콘텐츠를 제공했다. 그러나 MSN TV 2의 경우, IIS 서버와 일반 HTTP/HTTPS 서비스를 기반으로 하는 완전히 새로운 서비스가 사용되었다.

## 역사

### 개념
공동 설립자 스티브 펄만은 이 장치의 아이디어를 낸 사람으로 알려져 있다. 그는 고등학교 시절 자신의 집 PC에 그래픽 디스플레이가 필요하다고 결정했을 때 처음으로 컴퓨터와 텔레비전을 결합했다. 그는 애플 및 아타리와 같은 회사를 위한 소프트웨어를 계속 개발했다. General Magic에서 일하는 동안 텔레비전과 컴퓨터를 결합하는 아이디어가 다시 떠올랐다.
어느 날 밤 펄만은 웹을 탐색하다가 캠벨 수프 웹사이트에서 레시피를 발견했다. 그는 그 사이트가 제공하는 것에 관심이 있을 법한 사람들이 웹을 사용하고 있지 않다고 생각했다. 그는 텔레비전 시청자들이 텔레비전을 통해 정보나 상업적 제안을 받을 수 있는 장치를 통해 지원된다면, 웹 주소가 신호 역할을 할 수 있고 텔레비전 케이블이 도관이 될 수 있다는 생각이 떠올랐다.

### 초기 역사
실리콘 밸리 스타트업인 WebTV Networks는 1995년 7월에 설립되었다. 펄만은 기본 개념을 구상한 직후 공동 설립자 브루스 리크와 필 골드만을 영입했다. 회사는 팔로알토의 알마 스트리트에 있는 전 BMW 자동차 대리점 건물의 절반을 사용했는데, 이 건물은 미국 유산 박물관에서 보관용으로 사용하고 있었다. WebTV는 매우 저렴한 임대료로 공간을 얻을 수 있었지만, 기술 개발에는 최적의 장소가 아니었다.
법인 설립 전에 회사는 사업의 성격을 숨기기 위해 아르테미스 리서치라고 불렀다. 원래 웹사이트의 정보 페이지에는 "수면 부족, 부실한 식단, 그리고 장기간의 사회 생활 부족이 인간과 드워프 토끼에게 미치는 영향"을 연구하고 있다고 설명했다. 드워프 토끼 언급은 WebTV 엔지니어들 사이의 내부 농담이었다. 필 골드만의 애완용 집 토끼 바우저(제너럴 매직 로고의 영감)는 엔지니어들이 일하는 늦은 밤에도 WebTV 건물에서 돌아다니는 모습이 자주 목격되었다. 실제로 WebTV는 유사한 연구를 수행하고 데이터를 교환하려는 실제 연구 그룹으로부터 문의를 받기도 했다.
회사는 초기에 많은 엔지니어와 소수의 사업 개발 직원을 고용했으며, 1995년 10월까지 총 약 30명의 직원을 보유했다. 아르테미스의 초기 직원 중 두 명은 애플 출신이었다. 앤디 루빈(안드로이드 휴대폰 OS 개발자)과 조 브릿이었다. 두 사람 모두 나중에 Danger, Inc. (원래 Danger Research)의 설립자가 되었다.
WebTV 네트워크의 비즈니스 모델은 소비자 가전 회사에 WebTV 인터넷 터미널의 참조 설계를 라이선스하는 것이었다. 이는 전화선에 연결되고 다이얼업 모뎀을 통해 자동으로 인터넷에 연결되는 셋톱 박스였다. 소비자 가전 회사의 수입은 WebTV 셋톱 박스 판매에서 비롯되었다. WebTV의 수입은 셋톱 박스가 연결되는 인터넷 기반 서비스인 WebTV 서비스를 운영하여 WebTV 가입자로부터 수수료를 징수하는 데서 비롯되었다. 이 서비스는 HTML 기반 이메일, 프록시 웹사이트 등의 기능을 제공했으며, 이는 셋톱 박스로 전송되기 전에 서비스에 의해 다시 포맷되어 텔레비전 화면에 더 효율적으로 표시되도록 했다.
WebTV는 1995년 9월 마빈 데이비스로부터 첫 번째 자금 조달 라운드인 1,500,000달러를 마감했으며, 이를 사용하여 독자적인 하드웨어와 펌웨어를 사용하는 프로토타입 셋톱 박스를 개발했다. 회사는 또한 셋톱 박스가 연결되는 온라인 서비스를 개발하는 데 이 자금을 사용했다. WebTV는 제한된 스타트업 자금을 활용하여 소니와 필립스에 기기에 대한 참조 설계를 라이선스했다. 결국 다른 회사들도 라이선스 업체가 되었고 WebTV는 월별 서비스 요금으로 수익을 얻었다.

### 발표
1996년 봄까지 WebTV Networks는 약 70명의 직원을 고용하고 있었는데, 그 중 많은 사람들이 인근 스탠퍼드 대학교에서 마지막 학년을 마쳤거나 애플 컴퓨터 또는 제너럴 매직의 전 직원이었다. WebTV는 WebTV 셋톱 박스를 제조 및 배포하기 위해 소니와 협상을 시작했지만, WebTV가 예상했던 것보다 협상이 훨씬 오래 걸렸고 WebTV는 초기 자금을 모두 사용했다. 스티브 펄만은 추가 벤처 캐피탈을 모색하는 동안 자신의 자산을 청산하고 신용 카드를 사용하고 집을 담보로 브릿지 자금을 조달했다. 소니가 첫해 독점 배포권을 고집했기 때문에 WebTV에는 다른 배포 파트너가 없었고, WebTV가 브렌트우드 어소시에이츠로부터 벤처 캐피탈 자금을 마무리하기 직전에 소니는 WebTV에 WebTV와의 진행을 중단하기로 결정했다는 내용의 내용증명을 보냈다. WebTV에게는 매우 중요한 시점이었다. 브렌트우드 자금 조달은 소니와의 미래 관계에 대한 기대에 기반하고 있었기 때문이었다. 브렌트우드가 소니가 철회했다는 말을 들은 후 자금 조달을 중단하기로 결정했다면 WebTV는 파산하고 펄만은 모든 것을 잃었을 것이다. 브렌트우드는 소니의 참여를 잃었음에도 불구하고 자금 조달을 진행하기로 결정했으며, 곧이어 폴 앨런의 벌컨 벤처스에서도 추가 자금 조달이 이루어졌다.
WebTV는 그 후 필립스와의 비독점 WebTV 셋톱 박스 배포 계약을 진행했으며, 이는 소니가 마음을 바꾸고 WebTV와의 관계를 재개하고 WebTV도 배포하도록 경쟁 압력을 가했다.
스티브 헤일스와 짐 니츠알스가 설립한 Igor Software Laboratories는 WebTV에 SoundMusicSys 엔진을 라이선스하여 MIDI와 같은 형식의 음악을 재생할 수 있게 했다. Igor는 세 명의 추가 음악가를 계약하여 장치에 사용할 오리지널 음악과 음향 효과를 만들었다. 브라이언 솔터, 마이클 푸키시, 피터 드레셔. Igor 외에도 토마스 돌비의 오디오 기술 회사 비트닉 (당시 Headspace로 알려짐)도 장치에 사용할 음악을 작곡했다. 이로 인해 비트닉은 Igor와 SoundMusicSys 엔진을 인수했으며, 이는 나중에 비트닉 오디오 엔진이 되었다. 돌비는 시퀀스 오디오의 사용이 장치 내 물리적 공간을 절약하는 동시에 인터넷과 함께 오디오를 원하는 텔레비전 시청자의 요구를 충족시킨다고 생각했다.
WebTV는 1996년 7월 10일에 발표되었으며, World Wide Web을 기반으로 한 최초의 텔레비전 사용뿐만 아니라 개인용 컴퓨터 없이 World Wide Web에 액세스하는 최초의 소비자 가전 장치로서 큰 언론의 관심을 받았다. 제품 발표 후 회사는 마이크로소프트 코퍼레이션, 시티코프, 씨게이트 테크놀로지, 타임스 미러 컴퍼니 및 기타 회사를 포함한 추가 벤처 자금 조달을 마무리했다.

### 출시

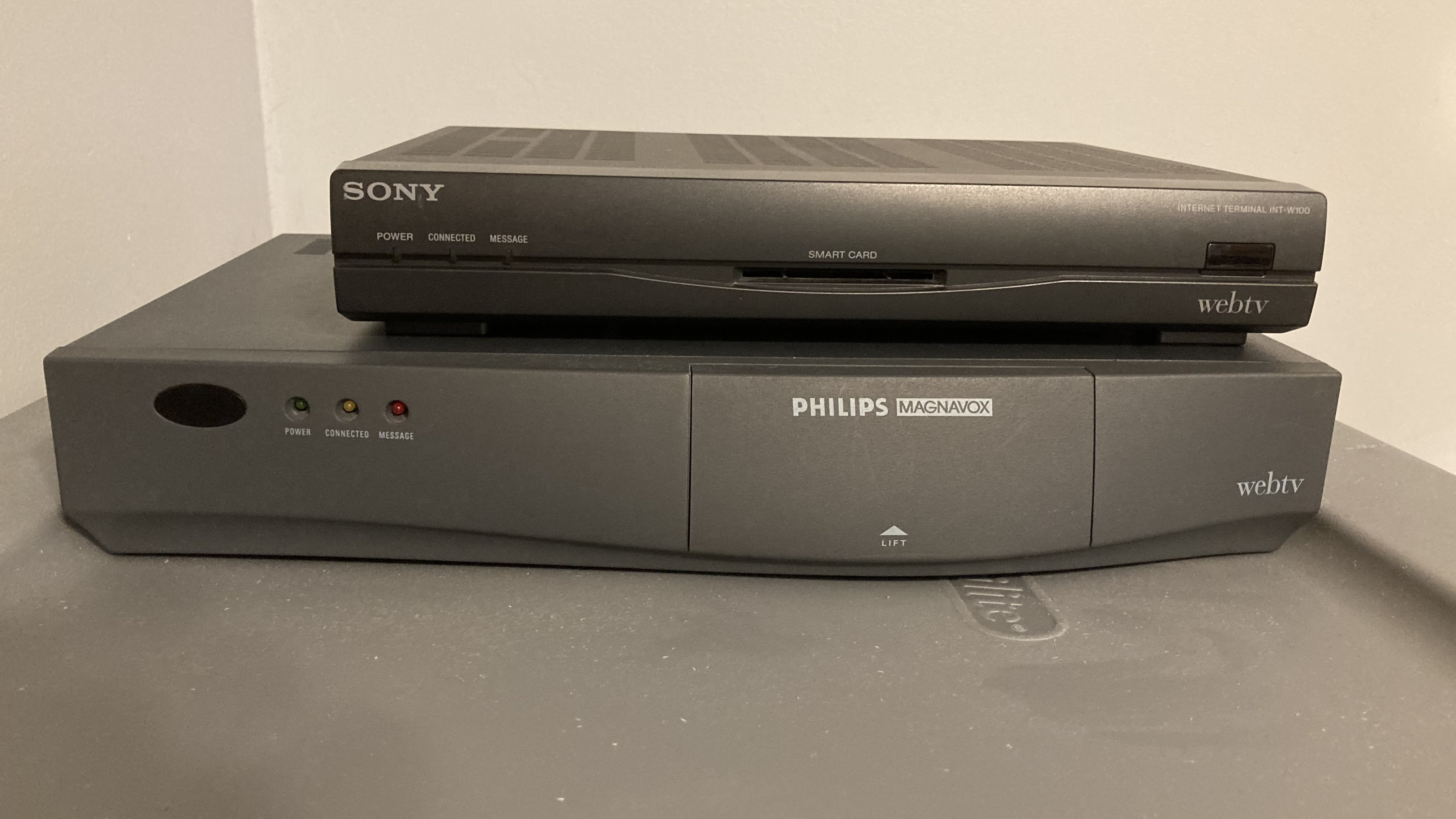
WebTV 출시 장치 (필립스 MAT960 & 소니 INT-W100)

WebTV는 1996년 9월 18일, 첫 번째 자금 조달 라운드 이후 1년 만에 출시되었으며, 소니와 필립스에서 WebTV 셋톱 박스가 매장에 진열되었고, WebTV의 온라인 서비스는 여전히 전 BMW 대리점에 위치한 작은 사무실의 서버에서 운영되었다.
WebTV 셋톱 박스의 초기 가격은 소니 버전이 349달러, 필립스 버전이 329달러였으며, 무선 키보드는 약 50달러가 추가되었다. 월별 서비스 요금은 처음에는 무제한 웹 서핑 및 이메일 사용에 월 19.95달러였다.
초기 소니 및 필립스 WebTV 셋톱 박스 간에는 하우징 및 포장을 제외하고는 거의 차이가 없었다. WebTV 셋톱 박스는 매우 제한적인 처리 및 메모리 자원을 가지고 있었으며, 112MHz R4640 MIPS CPU, 2메가바이트의 RAM, 2메가바이트의 ROM, 1메가바이트의 플래시 메모리를 내장하고 있었다. 이 장치는 33.6 kbit/s 다이얼업 모뎀을 통해 WebTV 서비스에 연결하여 작동했으며, 강력한 서버가 WebTV 셋톱 박스에 백엔드 지원을 제공하여 가입자에게 전체 웹 브라우징 및 이메일 경험을 제공했다.
초기 판매량은 저조했다. 1997년 4월까지 WebTV 가입자는 56,000명에 불과했지만, 그 이후로 가입자 증가 속도가 빨라져 1997년 가을까지 150,000명, 1998년 4월까지 약 325,000명, 그리고 1999년 5월까지 약 800,000명에 달했다. WebTV는 1998년 봄에 수익을 달성했으며, 첫 8년간 운영을 통해 13억 달러 이상의 매출을 올렸다. 2005년에도 WebTV는 연간 1억 5천만 달러의 매출을 올리고 있었으며, 매출 총이익률은 65%였다.

### WebTV, 잠깐 동안 무기로 분류되다
WebTV는 강력한 암호화, 특히 독점 서비스와 통신하는 데 사용되는 128비트 암호화(SSL 아님)를 사용했기 때문에 1996년 출시 당시 미국 정부에 의해 "군수품"(군용 무기)으로 분류되어 당시 미국 보안법에 따라 수출이 금지되었다. WebTV는 소비자 가전 매장에서 소니와 필립스 브랜드로 325달러에 널리 유통되었기 때문에, 그 군수품 분류는 미국이 강력한 암호화를 포함하는 장치를 더 이상 군수품으로 간주해서는 안 되며 수출을 허용해야 한다는 주장에 사용되었다. 2년 후인 1998년 10월, WebTV는 강력한 암호화에도 불구하고 수출을 허용하는 특별 면제를 획득했으며, 그 직후 미국에서의 암호화 수출에 관한 법률이 변경되어 강력한 암호화의 수출이 일반적으로 허용되었다.

### 마이크로소프트의 관심
1997년 2월, 마이크로소프트와의 투자자 회의에서 마이크로소프트의 소비자 플랫폼 부문 수석 부사장인 크레이그 먼디가 스티브 펄만에게 접근했다. WebTV의 초기 판매량이 부진했음에도 불구하고, 먼디는 마이크로소프트가 WebTV에 감탄했으며 WebTV의 제품 제공 및 기술을 다른 마이크로소프트 소비자 및 비디오 제품 제공에 적용하는 데 상당한 잠재력을 보았다고 표현했다. 마이크로소프트는 WebTV를 인수하고, WebTV 주변에 실리콘 밸리에 마이크로소프트 캠퍼스를 건설하고, WebTV를 마이크로소프트의 텔레비전 기반 제품 및 서비스 개발 부문으로 설립하며, 펄만을 그 부문의 사장으로 임명할 것을 제안했다.
논의는 빠르게 진행되었으며, 당시 마이크로소프트 CEO인 빌 게이츠가 직접 참여했다. 게이츠는 1997년 3월 부활절 일요일에 펄만의 집으로 전화했고, 펄만은 게이츠에게 개발 중인 WebTV의 차세대 제품에 대해 설명했는데, 이는 하드 디스크를 포함하는 최초의 소비자 장치가 될 것이었다. WebTV Plus 및 WebTV 디지털 비디오 레코더 등이 포함되었다. 게이츠는 관심을 보였고, 마이크로소프트와 WebTV 간의 협상은 빠르게 마무리되었으며, 양측은 거래를 성사시키기 위해 밤낮으로 일했다. 협상 시간이 너무 짧아서 계획된 발표 전날 밤 일광 절약 시간 변경으로 인해 잃어버린 시간이 거의 거래를 마무리할 시간이 부족하게 만들었다.
1997년 4월 6일, WebTV 설립 20개월 후이자 마이크로소프트와의 협상이 시작된 지 불과 6주 만에 네바다주 라스베이거스에서 열린 미국 방송 사업자 협회 컨퍼런스에서 예정된 연설에서 크레이그 먼디는 마이크로소프트가 WebTV를 인수했다고 발표했다. 인수 가격은 5억 3백만 달러였지만, WebTV는 너무 어린 회사였기 때문에 대부분의 직원 스톡 옵션은 아직 가득되지 않았다. 따라서 발표 당시 가득된 주식은 4억 2천 5백만 달러에 달했으며, 이것이 발표된 인수 가격이었다. 세 명의 설립자는 각각 매각으로 6천 4백만 달러를 받았다.
인수 후 WebTV는 마이크로소프트의 실리콘 밸리 기반 부문이 되었으며, 스티브 펄만이 사장으로 취임했다. WebTV 부문은 최초의 위성 디지털 비디오 레코더(에코스타의 디시 네트워크를 위한 DishPlayer 및 UltimateTV for DirecTV 포함), 마이크로소프트의 케이블 TV 제품, 엑스박스 360 하드웨어, 마이크로소프트의 미디어룸 IPTV 플랫폼 등 마이크로소프트의 대부분의 텔레비전 기반 제품을 개발하기 시작했다.
1999년 5월, 아메리카 온라인은 AOL TV를 도입하여 텔레비전을 통한 인터넷 제공에 마이크로소프트와 직접 경쟁할 것이라고 발표했다.
1999년 6월, 스티브 펄만은 마이크로소프트를 떠나 미디어 및 엔터테인먼트 기술 분야의 신생 기업을 위한 사업 인큐베이터인 리어든을 설립했다.

### MSN TV 브랜드 변경
2001년 7월, WebTV 설립 6년 후, 마이크로소프트는 WebTV를 MSN TV로 리브랜딩했다. RCA를 제외한 다른 모든 라이선스된 WebTV 하드웨어 제조업체와의 계약이 종료되어, RCA는 추가 하드웨어의 유일한 제조업체가 되었다. WebTV 브랜드 홍보는 종료되었다.
말년에는 다이얼업 접근을 사용하는 소비자의 수가 감소했으며, 클래식 및 플러스 클라이언트는 다이얼업 접근으로 제한되었기 때문에 가입자 수가 감소하기 시작했다. WebTV 클라이언트는 보조금 지원 하드웨어였기 때문에 회사는 항상 각 박스에 대해 개별 구독을 요구했지만, 보조금이 종료되면서 MSN은 MSN 구독자들에게 MSN TV 박스를 무료로 사용하도록 제안하여 저렴한 다이얼업 ISP로 이탈하지 않도록 유인했다.

#### 광대역 MSN TV
2001년, 로저스 케이블은 마이크로소프트와 제휴하여 캐나다에 "로저스 인터랙티브 TV"를 도입했다. 이 서비스는 로저스 가입자들이 TV를 통해 웹에 접속하고, 자신만의 웹사이트를 만들고, 온라인 쇼핑을 하고, 채팅을 하고, 이메일에 접속할 수 있도록 했다. 이 이니셔티브는 MSN TV의 최초의 광대역 구현이었다.
2004년 말, 마이크로소프트는 MSN TV 2를 출시했다. "듀스"라는 코드명으로 광대역 접속이 가능했으며, 개편된 사용자 인터페이스와 새로운 기능을 도입했다. 여기에는 오프라인 미디어 시청(사용자가 이전에 로그인한 경우), 오디오 및 비디오 스트리밍(광대역 전용), Adobe Reader, 마이크로소프트 오피스 문서(특히 마이크로소프트 워드) 보기 지원, Windows Media Player, 홈 네트워크의 Windows 컴퓨터에 접속하여 미디어 플레이어로 작동하는 기능, 심지어 마우스 사용 기능까지 포함된다. MSN TV 2는 나중에 WebTV의 첫 세대에서 원래 볼 수 있었던 기능들, 예를 들어 Beatnik MIDI 엔진과 웹 서핑 중 배경 음악을 재생하는 기능도 도입했다. MSN TV 2는 원래의 WebTV/MSN TV와는 다른 온라인 서비스를 사용했지만, 채팅방, 인스턴트 메시징, 날씨, 뉴스, 통합된 "정보 센터", 뉴스그룹 등 많은 동일한 서비스를 제공했으며, 해당 서비스와 마찬가지로 사용하려면 구독이 필요했다. 광대역 사용자에게는 연간 99달러의 요금이 부과되었다.
저렴한 장치에 대해 운영 체제 라이선스 비용은 상당하다. 그러나 마이크로소프트의 경우 이는 매몰 비용을 실현하는 것이 될 것이며, 마이크로소프트가 MSN TV 2 모델을 출시했을 때 표준 PC 아키텍처를 채택하고 사용자 지정된 윈도우 CE 버전을 운영 체제로 사용했다. 이를 통해 MSN TV 2는 더 쉽고 저렴하게 최신 상태를 유지할 수 있었다.

### 중단
2009년 말까지 마이크로소프트는 더 이상 MSN TV 하드웨어를 판매하지 않았지만, 기존 사용자에 대한 서비스는 이후 4년 동안 계속되었다. 당시 MSN TV 웹사이트의 "MSN TV 구매" 섹션으로 이동하려고 하면 다음 메시지가 표시되었다.
| “ | 죄송합니다. 마이크로소프트에서 MSN TV 하드웨어를 더 이상 구매할 수 없습니다. 마이크로소프트는 기존 WebTV 및 MSN TV 고객을 위한 구독 서비스를 계속 지원합니다. | ” |

2013년 7월 1일, 가입자에게 MSN TV 서비스가 2013년 9월 30일에 종료된다는 이메일이 발송되었다. 그 기간 동안 가입자들은 1세대 서비스의 모든 계정을 마이크로소프트 계정으로 전환하고 MSN TV 계정에 가지고 있던 모든 즐겨찾기 및 기타 데이터를 SkyDrive로 마이그레이션하도록 권장되었다. 2013년 9월 30일이 되자 WebTV/MSN TV 서비스가 완전히 종료되었다. 기존 고객에게는 프로모션이 포함된 MSN 다이얼업 인터넷 접속 계정이 제공되었다. 비기술 및 청구 질문에 대한 고객 서비스는 2014년 1월 15일까지 제공되었다.

## 기술

### 셋톱 박스
WebTV 셋톱 박스는 표준 운영체제를 기반으로 할 필요가 없는 전용 웹 브라우징 기기였기 때문에 운영 체제 라이선스 비용을 절감할 수 있었다. 모든 WebTV 및 원래 MSN TV 박스에는 32비트 MIPS RISC CPU, 부트 ROM, 저장소, RAM 및 스마트 카드 리더가 포함되어 있었는데, 이는 크게 활용되지 않았다. 셋톱 박스에서 실행되는 웹 브라우저는 자체 개발되었지만 넷스케이프 네비게이터 및 마이크로소프트 인터넷 익스플로러 표준과 호환되었다. WebTV 셋톱 박스는 웹 페이지를 재포맷하고 압축하여 박스로 전송하기 전에 서비스의 서버측 캐싱 프록시를 활용했다. 이는 당시 다이얼업 ISP 사용자에게 일반적으로 사용할 수 없었던 기능이었으므로 WebTV Networks에서 개발해야 했다. WebTV의 씬 클라이언트 소프트웨어가 비휘발성 메모리에 저장되어 있었기 때문에, 업그레이드는 전화선을 통해 WebTV 서비스에서 셋톱 박스로 다운로드할 수 있었으며, 위성 장치의 경우 위성 방송을 통해 공중으로도 다운로드할 수 있었다. 셋톱 박스는 또한 지정된 시간에 사용자를 기다리는 이메일이 있는지 확인하도록 설계되었다. 이메일이 있으면 상자 전면에 빨간색 LED가 켜져 소비자가 이메일을 읽기 위해 연결할 가치가 있다는 것을 알 수 있도록 했다.
1996년 소니와 필립스의 첫 번째 WebTV 클래식 셋톱 박스는 33.6k 모뎀, 2MB RAM, 2MB 부트 ROM, 2MB 플래시 ROM을 가지고 있었다. 또한 WebTV Networks가 설계하고 NEC에서 제조한 FIDO라는 이름의 ASIC가 포함되어 있었는데, 이 ASIC는 NTSC 및 (보고에 따르면) PAL로 비디오 출력이 가능한 그래픽 처리를 처리했으며, IR에 대한 시스템 로직 및 상자 전면의 LED 제어도 처리했다. 향후 모델은 56k 모뎀을 사용하기 시작하고 RAM 및 저장 용량이 증가했다.
두 번째 모델인 WebTV Plus는 오리지널 박스 출시 1년 후 소개되었다. 이 모델에는 셋톱 박스에서 텔레비전을 시청할 수 있도록 TV 튜너와 컴포지트 입력이 탑재되었다. 텔레비전 피드는 전체 화면, PIP (Picture-In-Picture) 창 또는 JPEG로 비디오 스틸을 캡처하여 WebTV/MSN TV 토론 게시물, 이메일 또는 나중에 사용할 사용자의 계정에 있는 "스크랩북"에 업로드하는 데 사용될 수 있었다. WebTV Plus는 또한 몇 년 후 TiVo가 허용한 방식과 유사하게 VCR을 예약할 수 있도록 했다. Plus는 167MHz R4640 프로세서로 업그레이드되었고, 56k 모뎀, ATVEF 지원, 즉 사용자가 특별한 스크립트가 포함된 페이지를 다운로드하여 텔레비전 프로그램과 상호 작용할 수 있도록 하는 기술이 포함되었으며, 오리지널 모델에서는 씨게이트 1.1GB 하드 드라이브가 이전 클래식 모델에 사용된 플래시 메모리 칩 대신 저장 용량으로 사용되었다. 주로 대규모 야간 텔레비전 일정 다운로드를 수용하기 위해서였다. WebTV Plus는 또한 셋톱 박스의 그래픽 기능을 향상시키고 새로운 TV 기반 기능을 가능하게 하는 새로운 ASIC를 하드웨어에 도입했다. "Solo"라는 이름으로 3D 변환, 합성, 실시간 이미지 압축 해제, 안티앨리어싱 및 반투명도 지원이 발표되었다. Solo의 향상된 그래픽 기능으로 인해 WebTV Networks는 현재 웹 브라우징과 함께 비디오 게임 플랫폼으로서 WebTV Plus를 만드는 아이디어를 실험할 수 있었다. 현재 이 아이디어는 WebTV Networks와 협력하여 게임을 개발한 사람들의 직접적인 증언과 1998년 8월에 발생한 유출(WebTV 해킹 장면에서 WebTV 내부 서버에 Doom과 You Don't Know Jack의 WebTV Plus 포트 다운로드 옵션을 제공하는 게임 섹션을 발견) 형태로만 확인되었다. Solo ASIC의 두 가지 개정판이 WebTV Plus의 수명 주기 동안 사용된 것으로 알려져 있다. SOLO1과 SOLO3으로, 후자는 주로 New Plus 모델에 사용되었다.
1998년 가을쯤, 더 빠른 CPU와 더 많은 메모리를 가질 것으로 소문난 WebTV Plus의 "더비" 개정판 계획이 발표되었다. 1998년 말 또는 1999년 초쯤, 소니는 INT-W200 플러스 모델의 조용한 개정판으로 단 하나의 더비 장치만 생산했지만, CPU가 클럭 속도 변경 없이 업그레이드되고 모뎀이 소프트 모뎀으로 변경된 것 외에는 하드웨어에 실질적인 변화가 없었다. 칩 가격이 하락함에 따라, 나중에 나온 Plus 버전은 M-Systems DiskOnChip 플래시 ROM을 대신 사용했으며, RAM 용량을 16MB로 늘렸다.
일본에서는 WebTV가 1997년 12월경부터 짧은 기간 동안 판매되었는데, 출시 당시 몇 대의 "클래식" 일본 유닛이 출시되었다. 이 유닛에는 하드 드라이브, 올드 플러스와 동일한 양의 RAM, 그리고 미국 클래식 및 올드 플러스 유닛보다 2배 많은 부트 ROM이 포함되었다. 1999년 봄, 일본 WebTV 가입자들은 Sega의 드림캐스트 비디오 게임 콘솔을 사용하여 WebTV 서비스에 액세스할 수도 있었다. 이 콘솔에는 모뎀이 내장되어 있었다. 이는 Sega와 마이크로소프트가 드림캐스트에서 WebTV 기술 포팅을 공동 개발하여 콘솔에서 지원되는 Windows CE 추상화 레이어와 인터넷 익스플로러 2.0 브라우저 엔진 버전으로 알려진 것을 사용했기 때문에 가능했다. 일본 서비스는 2002년 3월에 종료되었다.
사용 편의성을 위해 WebTV는 초기에는 페이지를 가로 스크롤하는 대신 다시 포맷하기로 결정했다. 보급형 PC가 640x480의 VGA 해상도에서 800x600의 SVGA 해상도로 발전하고 웹사이트 크기가 이에 따라 변화함에 따라 PC 크기의 웹 페이지를 미국 NTSC 텔레비전 화면의 560픽셀 너비에 맞게 다시 포맷하는 것이 덜 만족스러워졌다. WebTV 브라우저는 또한 마우스가 필요하지 않도록 HTML 프레임을 테이블로 번역했다. MSN TV 2가 출시되었을 때, 마이크로소프트는 페이지를 다시 포맷하는 것을 포기하고 가로 스크롤링을 추가했으며, MSN TV 키보드의 버튼으로 웹 페이지의 텍스트 크기를 조절하는 기능을 추가했다.

#### 위성 박스
90년대 후반부터 WebTV Networks는 에코스타의 디시 네트워크 및 DirecTV를 위한 디스크 기반 개인용 비디오 레코더와 위성 튜너를 통합한 모델의 참조 설계를 생산했다. 이 모델들은 각각 DishPlayer 및 UltimateTV로 명명되었다.
DishPlayer는 1999년 말에 출시되었으며 "세계 최초의 대화형 위성 TV 수신기"로 홍보되었다. DishPlayer는 디시 네트워크의 첫 번째 위성 기반 DVR로, 사용자가 나중에 시청하기 위해 프로그램을 녹화할 수 있도록 하드 디스크를 사용했다. 또한 녹화 중에도 동시에 비디오를 재생할 수 있었다. DishPlayer 사용자는 셋톱 박스에 녹화된 프로그램의 재생을 제어할 수도 있었다. DishPlayer는 사용자 인터페이스와 기능을 제공하기 위해 WebTV Networks가 개발한 소프트웨어와 하드웨어를 사용했다. 이 때문에 WebTV Plus 서비스에도 연결할 수 있어 인터넷을 검색하고 이메일을 보내고 다른 WebTV 서비스에 접속할 수 있었다. DishPlayer는 공식적으로 게임이 출시된 유일한 WebTV 기반 박스로, 게임은 위성을 통해 다운로드 및 업데이트되었다. DishPlayer에는 세 가지 게임이 제공되었다. 둠, 유 돈 노 잭 (넷쇼 버전 포팅), 솔리테어. 두 가지 모델의 DishPlayer가 출시되었다. 7100과 7200으로, 각각 8.6GB 및 17.6GB의 하드 디스크 공간을 가지고 있었다. 에코스타는 2001년에 DishPlayer 박스 판매를 중단했지만, 이 박스들은 2000년대 중반까지 디시 네트워크 서비스와 잘 작동했다.
UltimateTV는 DirecTV용 위성 기반 DVR로, 이중 위성 튜너를 사용하여 사용자가 동시에 두 개의 프로그램을 시청하거나 녹화할 수 있도록 했다. 이를 달성하기 위해 새로운 하드웨어를 활용했으며, SOLO2라는 이름의 SOLO ASIC 업그레이드 버전을 사용했다. 이 ASIC 버전은 여러 비디오 스트림을 동시에 처리할 수 있으며, 아날로그 텔레비전 세트에서 디지털 콘텐츠를 표시할 수 있도록 디지털-아날로그 변환기(DAC)를 포함했다. UltimateTV의 사용자 인터페이스 및 인터넷 서비스는 WebTV/MSN TV와 유사하지만, UltimateTV 소프트웨어는 이제 표준 WebTV 및 MSN TV 펌웨어와 달리 사용자 지정 운영 체제가 아닌 Windows CE를 기본 운영 체제로 사용한다. 이 Windows CE 기반 운영 체제는 원래 마이크로소프트 TV 플랫폼의 프레임워크로 사용되었다. 2001년, 에코스타는 마이크로소프트가 WebTV DishPlayer를 지원하지 않는다는 이유로 소송을 제기했다. 에코스타는 이후 DirecTV를 인수하려고 했고 인수자가 될 것으로 예상되었지만, 에코스타는 최종적으로 연방 통신위원회에 의해 차단되었다.
WebTV/MSN TV는 또한 2002년 7월 43세의 데이비드 진손이 작성한 바이러스의 피해를 입었다. 이 바이러스는 피해자 박스의 로컬 다이얼업 접속 번호를 911로 변경했다. 이 번호는 WebTV/MSN TV 박스가 다음에 다이얼해야 할 때 다이얼될 것이다. 이 바이러스는 이메일의 첨부 파일을 통해 18명의 MSN TV 사용자에게 전송되었으며, MSN TV 사용자 인터페이스의 색상과 글꼴을 변경할 수 있는 "도구" 인터페이스를 보여줌으로써 자신을 위장했다. 이 바이러스는 초기 피해자 중 일부에 의해 다른 3명의 사용자에게 전달된 것으로 알려져 있으며, 총 피해자 수는 21명이다. 최소 10명의 피해자가 박스가 911을 다이얼한 결과 경찰이 집에 나타났다고 보고했다. 이 바이러스가 대량 메일을 보낼 수 있는 기능이 있다는 주장도 있지만, 바이러스가 유행할 당시에는 제대로 확인되지 않았다. 진손은 결국 2004년 2월에 체포되어 컴퓨터를 고의로 손상시키고 공공 안전에 위협을 가한 혐의에 대해 유죄를 인정했다. 그는 이후 징역 6개월, 이어서 가택 연금 6개월을 선고받았으며, 마이크로소프트에게 손해 배상금을 지불해야 했다.

### 프로토콜
WebTV/MSN TV 서비스의 첫 세대에서는 대부분의 서비스 통신에 사용된 주요 프로토콜은 WTVP 또는 WebTV 프로토콜이었다. WTVP는 TCP 기반 프로토콜로, 기본적으로 표준 웹 콘텐츠와 특수 서비스 콘텐츠를 WebTV/MSN TV 사용자에게 제공할 수 있는 HTTP 1.0의 독점 버전이다. 또한 메시지 암호화에 사용되는 128비트 RC4 기반 메시지 암호화, 티켓 기반 인증, 서비스에 로그인하는 클라이언트를 확인하고 메시지 암호화에 사용되는 세션 키를 제공하는 독점적인 챌린지-응답 인증, 영구 연결 등 자체 프로토콜 확장 기능을 도입했다. 이 프로토콜은 WebTV/MSN TV 서비스 전체가 종료될 때까지 (일본에서는 2002년 3월까지) 모든 WebTV 및 원래 MSN TV 클라이언트와 Sega Dreamcast 버전의 WebTV에서 지원되었다.
원래 서비스에서 사용되는 또 다른 프로토콜은 "Mail Notify"라고 불린다. 이는 UDP 기반 프로토콜로, 온라인 클라이언트를 추적하고 새로운 이메일 도착을 클라이언트에게 직접 알리기 위해 주기적으로 데이터그램을 전송한다. 이 프로토콜의 존재는 유출된 마이크로소프트 문서에서만 확인되었다.

## WebTV/MSN TV 클라이언트 하드웨어

### 모델

#### 확인됨
| 브랜드              | 모델            | 종류                                    | 연결성                                                 | RAM    | ROM  | 스토리지             | CPU                   | 최신 펌웨어 버전         | 비고 |
| ------------------- | --------------- | --------------------------------------- | ------------------------------------------------------ | ------ | ---- | -------------------- | --------------------- | ------------------------ | --- |
| 소니                | INT-W100        | 클래식                                  | V.34 모뎀                                              | 2 MB   | 2 MB | 2 MB (플래시 ROM)    | R4640 @ 112 MHz       | 2.5.9.1mpeg 2.5.9.1print | 모델은 원래 IDT의 R4640 CPU를 사용했다. 1998년 말까지 WebTV는 클래식용 CPU 제조업체를 IDT에서 NKK로 변경했다. |
| 필립스 마그나복스   | MAT960          | 클래식                                  | V.34 모뎀                                              | 2 MB   | 2 MB | 2 MB (플래시 ROM)    | R4640 @ 112 MHz       | 2.5.9.1mpeg 2.5.9.1print | 모델은 원래 IDT의 R4640 CPU를 사용했다. 1998년 말까지 WebTV는 클래식용 CPU 제조업체를 IDT에서 NKK로 변경했다. |
| 소니                | INT-W200        | 플러스                                  | V.90 모뎀                                              | 8 MB   | 2 MB | 1.1 GB (HDD)         | R4640 @ 167 MHz       | 2.9.1                    | |
| 필립스 마그나복스   | MAT972          | 플러스                                  | V.90 모뎀                                              | 8 MB   | 2 MB | 1.1 GB (HDD)         | R4640 @ 167 MHz       | 2.9.1                    | 1998년경 더비 (소프트모뎀) 개정판이 만들어진 것으로 추정 |
| 삼성                | SIS-100         | 플러스                                  | V.90                                                   | 8 MB   | 2 MB | 1.1 GB (HDD)         | R4640 @ 167 MHz       | 2.9.1                    | |
| 미쓰비시            | WB-2000         | 플러스                                  | V.90                                                   | 8 MB   | 2 MB | 1.1 GB (HDD)         | R4640 @ 167 MHz(?)    | 2.9.1                    | |
| 소니                | INT-WJ200       | 클래식 (일본)                           | V.90                                                   | 8 MB   | 4 MB | 1.1 GB (HDD)         | R4640 @ 167 MHz       | ???                      | 컴포지트 입력 세트가 하나 더 있지만, 스톡 펌웨어에 TV 홈 화면이 없으므로 목적은 알려지지 않았다. |
| 후지쯔              | F993000         | 클래식 모델 가능성 (하드 드라이브 포함) | ???                                                    | ???    | ???  | ???                  | ???                   | ???                      | 컴포지트 입력 세트가 하나 더 있다. |
| 파나소닉 (마쓰시타) | TU-WE100        | 플러스 (일본)                           | V.90 모뎀                                              | 16 MB  | 4 MB | 1.1 GB (HDD)         | RM5230 @ 167 MHz      | ???                      | 씨게이트 ST31013A 하드 드라이브 사용 |
| 소니                | INT-W200        | 더비 플러스                             | V.90 소프트모뎀                                        | 8 MB   | 2 MB | 1.1 GB (HDD)         | RM5230 @ 167 MHz      | 2.9.1                    | INT-W200의 더비 개정판은 1998년 말경 조용히 출시되었으며, 오리지널 개정판과의 주요 차이점은 하드웨어 모뎀 대신 소프트모뎀을 사용한다는 것이다. INT-W200 박스가 더비 모델인지 확인하려면 CPU가 RM5230이어야 하며, 박스의 기술 정보 화면에 소프트모뎀이 보고되어야 한다. |
| 에코스타            | DishPlayer 7100 | DISH 튜너                               | V.90 소프트모뎀                                        | 16 MB  | 4 MB | 8.6 GB               | RM5230 @ 167 MHz      |                          | |
| 에코스타            | DishPlayer 7200 | DISH 튜너                               | V.90 소프트모뎀                                        | 16 MB  | 4 MB | 17.6 GB              | RM5230 @ 167 MHz      |                          | |
| 소니                | INT-WJ300       | 플러스 (일본)                           | V.90                                                   | 8 MB   | 4 MB | 1.08 GB (HDD)        | RM5230(?) @ 167 MHz   | ???                      | |
| 소니                | INT-W150        | 뉴 클래식                               | V.90 소프트모뎀                                        | 8 MB   | 2 MB | 2 MB(?) (DiskOnChip) | R5230 @ 150 MHz       | 2.9.1                    | |
| 필립스 마그나복스   | MAT965          | 뉴 클래식                               | V.90 소프트모뎀                                        | 8 MB   | 2 MB | 2 MB(?) (DiskOnChip) | RM5230 @ 150 MHz      | 2.9.1                    | |
| RCA                 | RW2100          | 뉴 클래식                               | V.90 소프트모뎀                                        | 8 MB   | 2 MB | 2 MB(?) (DiskOnChip) | R5230 @ 150 MHz       | 2.9.1                    | |
| RCA                 | RW2110          | 뉴 플러스                               | V.90 소프트모뎀                                        | 16 MB  | 2 MB | 8 MB(?) (DiskOnChip) | R5230 @ 167 MHz       | 2.9.1                    | |
| 소니                | INT-W250        | 뉴 플러스                               | V.90 소프트모뎀                                        | 16 MB  | 2 MB | 8 MB(?) (DiskOnChip) | R5230 @ 167 MHz       | 2.9.1                    | |
| 필립스 마그나복스   | MAT976          | 뉴 플러스                               | V.90 소프트모뎀                                        | 16 MB  | 2 MB | 8 MB(?) (DiskOnChip) | RM5230 @ 167 MHz      | 2.9.1                    | |
| RCA                 | RM2100          | MSN TV (뉴 클래식)                      | V.90 소프트모뎀                                        | 8 MB   | 2 MB | 4 MB(?) (DiskOnChip) | RM5230 @ 150 MHz      | 2.9.1                    | |
| RCA                 | DWD490RE        | UltimateTV                              | V.90 소프트모뎀                                        | 32 MB  | 2 MB | 40 GB (HDD)          | RM5231 @ 250 MHz      |                          | |
| RCA                 | DWD495RG        | UltimateTV                              | ???                                                    | ???    | ???  | 80 GB (HDD)          | ???                   |                          | |
| 소니                | SAT-W60         | UltimateTV                              | V.90 소프트모뎀                                        | 32 MB  | 2 MB | 40 GB (HDD)          | RM5231 @ 250 MHz      |                          | |
| RCA                 | RM4100          | MSN TV 2                                | V.90, 이더넷, Wi-Fi (지원되는 USB 무선 어댑터 사용 시) | 128 MB | ???  | 64 MB (콤팩트플래시) | 인텔 셀러론 @ 733 MHz | 5.6.7021.0               | |
| KVH 산업            | TracNet 100     | MSN TV 2                                | EVDO                                                   | ???    | ???  | ???                  | ???                   |                          | |

#### 미확인
| 브랜드   | 모델       | 종류     | 연결성      | RAM    | ROM  | 스토리지     | CPU 속도 | CPU    | 최신 펌웨어 버전 | 비고                                                                                               |
| -------- | ---------- | -------- | ----------- | ------ | ---- | ------------ | -------- | ------ | ---------------- | -------------------------------------------------------------------------------------------------- |
| 미쓰비시 | WB-2001    | 플러스   | V.90        | 8 MB   | 2 MB | 1.1 GB (HDD) | 167 MHz  | R4640  | 2.9.1            | 2000년 공식 마이크로소프트 WebTV 사이트에 등재되었지만, 현재 존재를 확인하는 실질적인 증거는 없다. |
| RCA      | RM4100 (2) | MSN TV 2 | V.90/이더넷 | 256 MB | ???  | ???          | 733 MHz  | 셀러론 |                  | |

### 해킹 시도
2006년 2월, 크리스 웨이드는 MSN TV 2 셋톱 박스의 독점적인 BIOS를 분석하고, 이를 플래시하여 리눅스를 부팅할 수 있게 하는 정교한 메모리 패치를 만들었다. MSN TV 2 및 유사 장치에서 TV 출력을 활성화하는 오픈 소스 솔루션은 2009년에 제공되었다. MSN TV 2 마더보드의 사용되지 않는 IDE 핀을 사용하여 하드 드라이브를 추가하려는 시도도 기록되었는데, 이는 기본 컴팩트플래시 스토리지로 제공되는 64MB 이상의 추가 스토리지 공간을 추가하기 위한 것으로 보인다.

## 같이 보기
- 마이크로소프트 비너스
- 셋톱 박스
- 스마트 TV
- AOL TV
- 구글 TV (스마트 TV 플랫폼)
- 칼데라 DR-웹스파이더